# Antigoni Drisbioti
Antigoni Drisbioti, född 21 mars 1984 i Karditsa, är en grekisk gångare.

## Karriär
Drisbioti tävlade för Grekland vid olympiska sommarspelen 2016 i Rio de Janeiro, där hon slutade på 15:e plats på 20 kilometer gång. I augusti 2021 vid OS i Tokyo slutade Drisbioti på åttonde plats på 20 kilometer gång.
I juli 2022 vid VM i Eugene slutade Drisbioti på fjärde plats på 35 kilometer gång. Följande månad vid EM i München tog hon guld på både 20 och 35 kilometer gång och blev den första grekiska idrottaren att vinna två guld vid ett EM.
I augusti 2023 vid VM i Budapest tog Drisbioti brons på 35 kilometer gång efter ett lopp på 2 timmar, 43 minuter och 22 sekunder.